# Федеральний резервний банк Бостона
42°21′10″ пн. ш. 71°03′14″ зх. д. / 42.35273778419° пн. ш. 71.053998041274° зх. д.

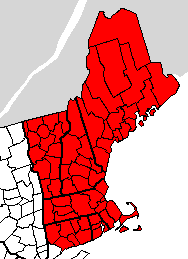
Мапа Першого округу

Федеральний резервний банк Бостона (англ. Federal Reserve Bank of Boston) — один з дванадцяти федеральних резервних банків США, що разом утворюють ФРС США. ФРБ Бостона відповідає за Перший округ з ФРС, яка охоплює більшу частину штату Коннектикут (за винятком Південно-Західного Коннектикуту), Массачусетс, Мен, Нью-Гемпшир, Род-Айленд і Вермонт. Штаб-квартира знаходиться в будівлі Федерального резервного банку в Бостоні, штат Массачусетс. Код банку — A1, це означає, що доларові банкноти з цього банку будуть мати літеру «А» на них. Нинішнім очільником ФРБ Бостона є Ерік Росенгрен (Eric S. Rosengren), який замінив Кеті Майнген (Cathy E. Minehan) в липні 2007 року.

## Діючий склад Ради директорів
Наступні особи займають місце в раді директорів з 2012 року:

В усіх термін повноважень спливає 31 грудня.

### Class A
| Ім'я                                   | Посада                                                                                       | Термін повноважень закінчується |
| -------------------------------------- | -------------------------------------------------------------------------------------------- | ------------------------------- |
| Пітер Юдкінс (Peter L. Judkins)        | Голова, віце-президент і головний виконавчий директор Franklin Savings Bank Фармінгтон (Мен) | 2012                            |
| Річард Ґолбрук (Richard E. Holbrook)   | Голова і головний виконавчий директор Eastern Bank Бостон                                    | 2013                            |
| Кетрін Андервуд (Kathryn G. Underwood) | Голова і головний виконавчий директор Ledyard National Bank Гановер (Нью-Гемпшир)            | 2014                            |

### Class B
| Ім'я                                 | Посада                                                                             | Термін повноважень закінчується |
| ------------------------------------ | ---------------------------------------------------------------------------------- | ------------------------------- |
| Роджер Берковіц (Roger S. Berkowitz) | Президент і головний виконавчий директор Legal Sea Foods, LLC Бостон               | 2012                            |
| Джон Фіш (John F. Fish)              | Президент і головний виконавчий директор Suffolk Construction Company, Inc. Бостон | 2013                            |
| Ґарі Ґотліб (Gary Gottlieb)          | Президент і головний виконавчий директор Partners HealthCare System, Inc. Бостон   | 2014                            |

### Class C
| Ім'я                                                 | Посада                                                                       | Термін повноважень закінчується |
| ---------------------------------------------------- | ---------------------------------------------------------------------------- | ------------------------------- |
| Кетрін Д'Амато (Catherine D'Amato)                   | Президент і головний виконавчий директор The Greater Boston Food Bank Бостон | 2012                            |
| Кірк Сайкс (Kirk A. Sykes) (Chair)                   | Президент Urban Strategy America Fund, L.P. Бостон                           | 2013                            |
| Вільям Нордхауз (William D. Nordhaus) (Deputy Chair) | Професор економіки Єльський університет Нью-Гейвен (Коннектикут)             | 2014                            |

## Світлини

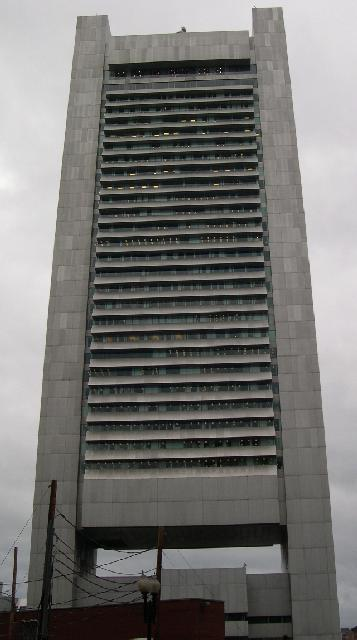
У похмурий день.
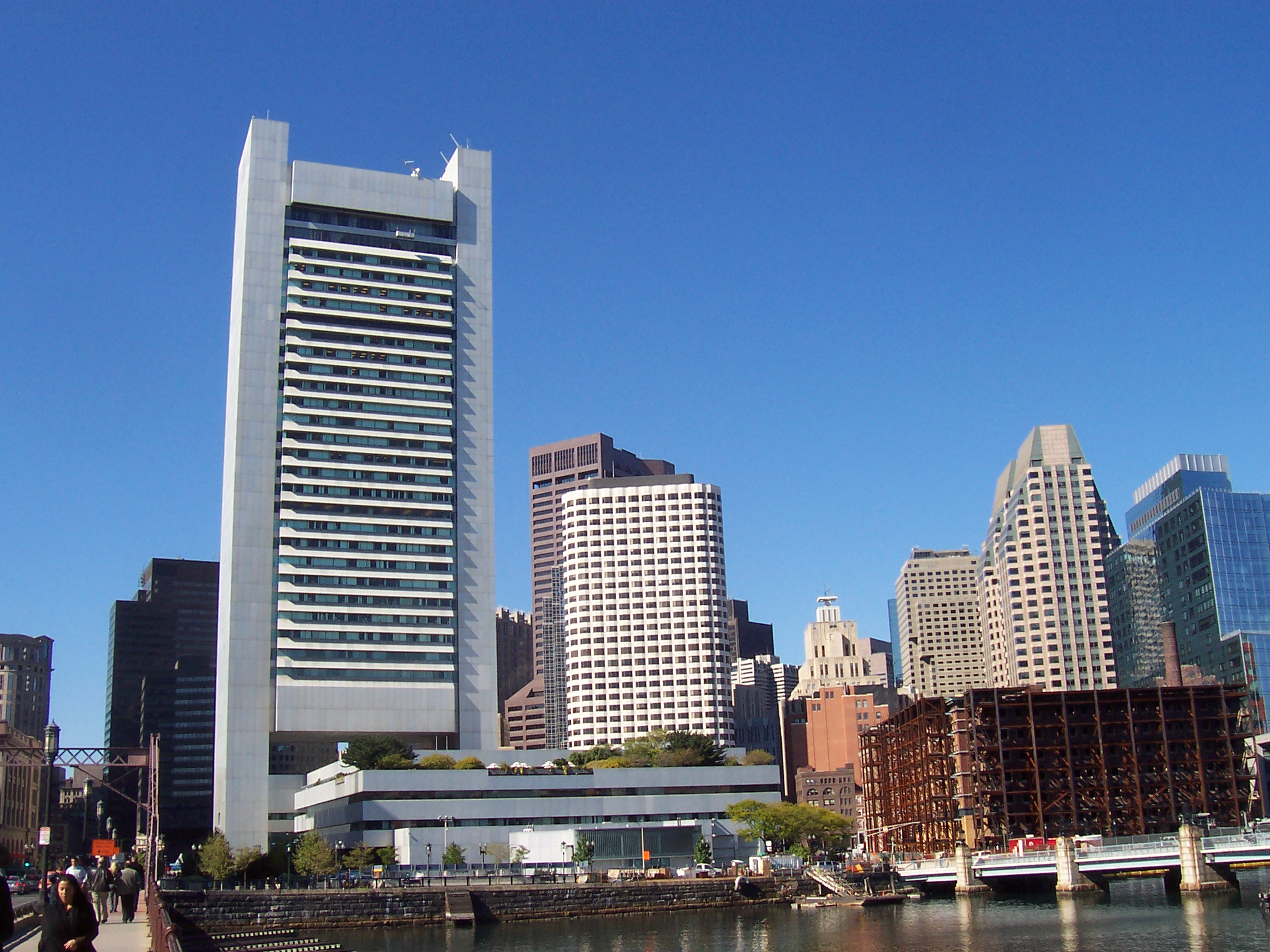
Федеральна резервна будівля у Бостоні.
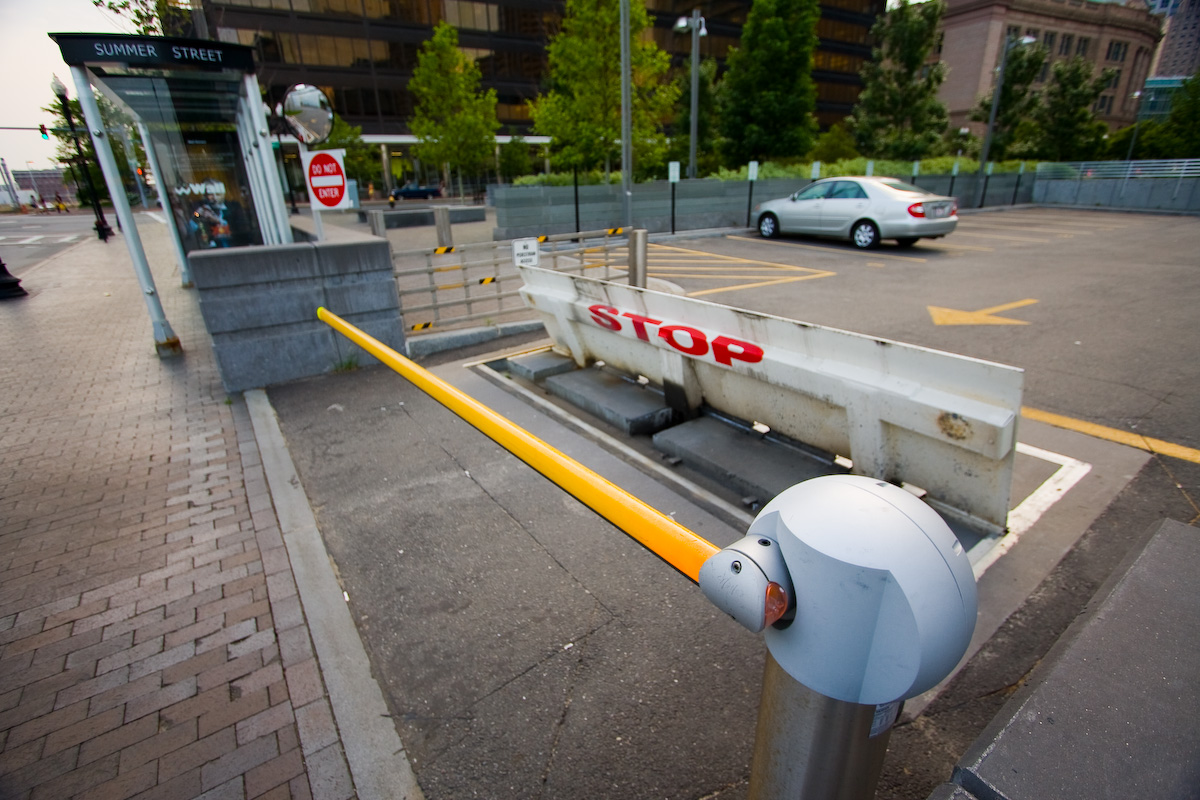
Парковка з особливої системою безпеки встановлена для ФРБ Бостона.
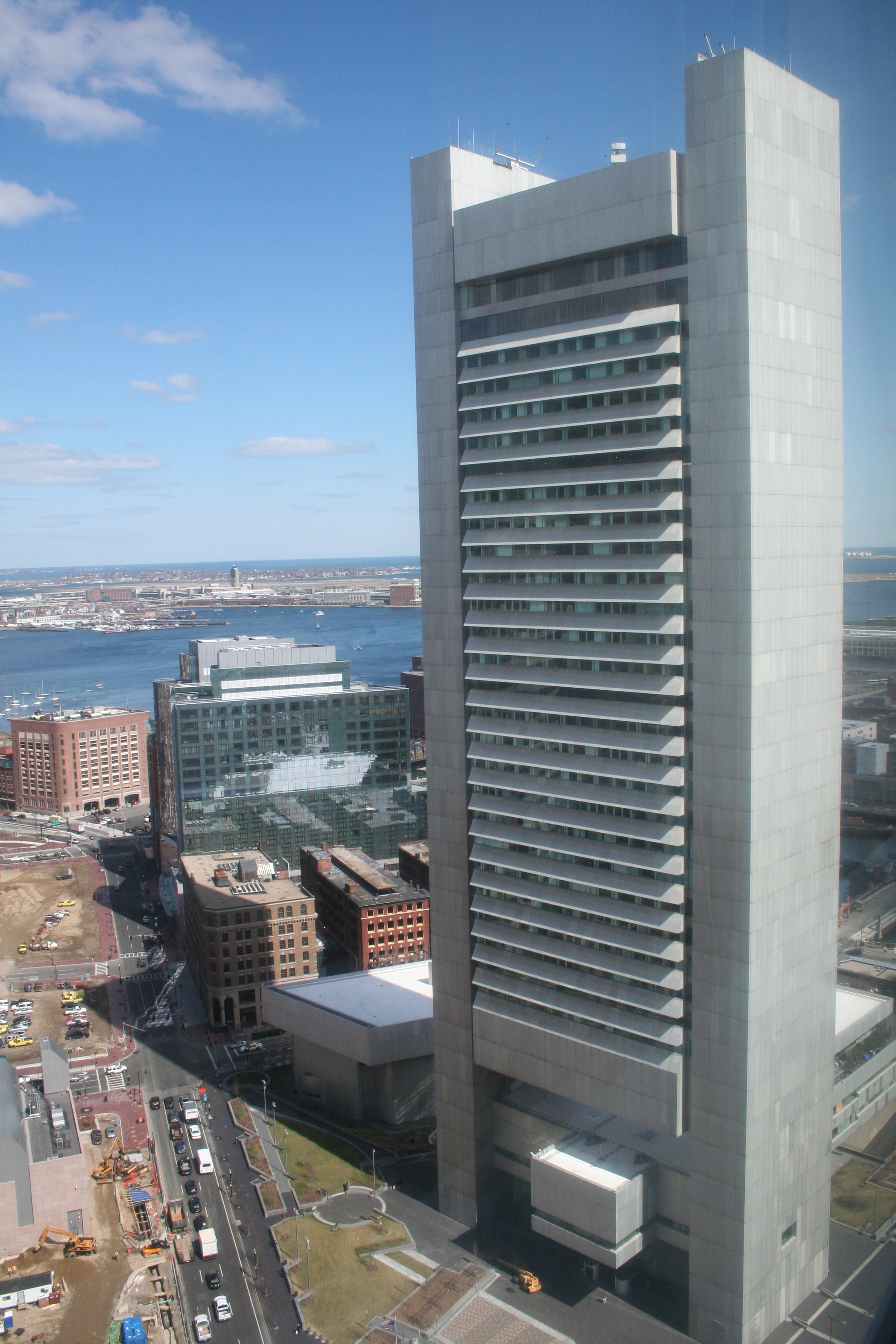
Будівля Федерального резервного банку в центрі міста Бостон.